# Burkhard Schröder (Autor)
Burkhard Schröder (* 10. August 1952 in Holzwickede) ist ein deutscher Journalist und Publizist. Er war von 2005 bis 2007 Chefredakteur des Medienmagazins Berliner Journalisten.

## Leben
Schröder studierte Germanistik, Geschichte und Philosophie an der Westfälischen Wilhelms-Universität in Münster und an der Freien Universität Berlin. 1973 wurde er als freier Journalist in Berlin-Kreuzberg ansässig. Ab 1979 lebte er für zwei Jahre in Lateinamerika. Danach arbeitete er als Lehrer an einem Gymnasium, bis er Taxiunternehmer wurde. Von 1984 bis 1986 gab er das Männermagazin HerrMann heraus. Von Februar 2005 bis September 2007 war er Chefredakteur des Berliner Medienmagazins Berliner Journalisten.
Er schreibt unter anderem für das Online-Magazin Telepolis und beschäftigte sich mit den Themen Netzkultur, Internet und Rechtsradikalismus. Eines seiner bekanntesten Bücher trägt den Titel Nazis sind Pop und ist im Espresso-Verlag erschienen. Zudem betreibt Schröder auf seiner Webseite das umfangreiche „Informationsportal Rassismus und Antisemitismus“ mit zahlreichen Links zu sowohl antifaschistischen und antirassistischen als auch zu rechtsradikalen und antisemitischen Webseiten. Er vertritt eine zensurfeindliche Position und befürwortet auch Links zu Websites, mit dessen Inhalt der Verlinkende politisch oder moralisch nicht einverstanden ist.
Schröders Buch Tron – Tod eines Hackers über den unter dem Pseudonym „Tron“ bekannt gewordenen Hacker Boris Floricic sorgte in der Hacker-Szene für Kontroversen. Während der damalige Sprecher des Chaos Computer Clubs, Andy Müller-Maguhn, und die Angehörigen des Toten die These vertraten, Floricic sei ermordet worden, legen Schröders Rechercheergebnisse wie die polizeilichen Ermittlungsergebnisse die Schlussfolgerung nahe, dass Floricic Selbstmord beging. Schröder warf Müller-Maguhn in diesem Zusammenhang vor, „abstruse Verschwörungstheorien“ zu verbreiten.
Am 12. November 2008 durchsuchte die Berliner Polizei Schröders Wohnung und beschlagnahmte seinen Computer. Der Durchsuchungsbeschluss stützte sich auf den Verdacht eines Vergehens nach § 40 und § 52 Waffengesetz. Ihm wurde vorgeworfen, Anleitungen zum Bombenbau veröffentlicht zu haben. Am 30. Juni 2009 sprach ihn das Amtsgericht Tiergarten frei. Die Staatsanwaltschaft legte Berufung ein, nahm diese aber später zurück. Der Freispruch wurde im Oktober 2010 rechtskräftig.
Schröder war Mitgründer und Vorstandsmitglied des gemeinnützigen Vereins German Privacy Foundation (GPF). Nach dessen Auflösung gehörte er zu den Mitgründern des im Frühjahr 2013 gegründeten Nachfolgers German Privacy Fund. Der GPF informiert laut Satzung über sichere Kommunikation im Internet und will erreichen, dass die Themen Verschlüsselung und Anonymität im Netz besser und sachgerechter in den Medien dargestellt werden.
Seit 2014 arbeitet er für den Konzern Securitas.

## Mitgliedschaften
- DJV Berlin
- Historischer Verein Holzwickede e. V.
- Verein Deutsche Sprache e. V.

## Schriften (Auswahl)

### Monografien
- Unter Männern. Brüder, Kumpel, Kameraden. Rowohlt,  Reinbek bei Hamburg 1988, ISBN 3-499-18236-X.
- Ab-Schnitte. Über Macht und Ohnmacht der Gefühle nach einer Trennung. Rowohlt,  Reinbek bei Hamburg 1989, ISBN 3-499-18250-5.
- Spuren der Macht. Memmen, Macker, Muskelmänner. Rowohlt,  Reinbek bei Hamburg 1990, ISBN 3-499-18264-5.
- Rechte Kerle. Skinheads, Faschos, Hooligans. Rowohlt,  Reinbek bei Hamburg 1992, ISBN 3-499-18271-8.
- Heroin. Sucht ohne Ausweg? – Ein Aufklärungsbuch Rowohlt,  Reinbek bei Hamburg 1993, ISBN 3-499-13276-1.
- Ich war ein Neonazi. Reportage über den Aussteiger Ingo Haßelbach. Ravensburger Buchverlag, Ravensburg 1994, ISBN 3-473-35139-3.
- Neonazis und Computernetze. Rowohlt,  Reinbek bei Hamburg 1995, ISBN 3-499-19912-2.
- Der V-Mann. Rotbuch Verlag, Hamburg 1997, ISBN 3-88022-516-8.
- Im Griff der rechten Szene – Ostdeutsche Städte in Angst. Rowohlt,  Reinbek bei Hamburg 1997, ISBN 3-499-22125-X.
- Tron – Tod eines Hackers. Rowohlt,  Reinbek bei Hamburg 1999, ISBN 3-499-60857-X.
- Nazis sind Pop. Espresso Verlag, Berlin 2000, ISBN 3-88520-779-6.
- Mit Klaus Farin, Henning Flad, Frauke Stuhl, Rainer Erb: Reaktionäre Rebellen: Rechtsextreme Musik in Deutschland. Tilsner Verlag, Bad Tölz 2001, ISBN 3-936068-04-6.
- Aussteiger. Ravensburger Buchverlag, Ravensburg 2002, ISBN 3-473-58175-5
- Mit Claudia Schröder: Die Online-Durchsuchung. dpunkt.verlag/Telepolis, Hannover 2008, ISBN 978-3-936931-53-2.

### Beiträge in Sammelbänden
- Eine deutsche Karriere. In: Günter Grass, Daniela Dahn, Johano Strasser (Hrsg.): In einem reichen Land – Zeugnisse alltäglichen Leidens an der Gesellschaft. Steidl Verlag, Göttingen 2002, ISBN 3-88243-841-X, S. 468 ff.

### Belletristik
- Das Einstein-Bose-Kondensat, SF-Krimi, Isaac-Asimov-Magazin Nr. 49 (Juni 1997) unter dem Titel Cypherguerilla (Heyne Verlag, München)
- Brother, c’t 3/2000
- Die Konquistadoren. Rowohlt,  Reinbek bei Hamburg 2001, ISBN 3-499-22754-1.
- Eidolon, c’t 17/2002
- Salvaje, in: ThunderYEAR2002 – phantastische Geschichten